# Kojtryny
Kojtryny (niem. Kattreinen) – osada w Polsce położona w województwie warmińsko-mazurskim, w powiecie olsztyńskim, w gminie Biskupiec.
W latach 1975–1998 miejscowość administracyjnie należała do województwa olsztyńskiego. Osada znajduje się w historycznym regionie Warmia.
W miejscowości działało Państwowe Gospodarstwo Rolne Kojtryny.